# ميريل كينيث ألبرت
ميريل كينيث ألبرت (بالإنجليزية: Merrill Kenneth Albert)‏ هو محامي في القانون ومحامي أمريكي، ولد في 19 أبريل 1923 في نيو هيفن في الولايات المتحدة، وتوفي في 23 ديسمبر 2011 في لوس أنجلوس في الولايات المتحدة.